# Колін Кентвелл
Колін Джеймс Кентвелл (англ. Colin James Cantwell; нар. 3 квітня 1932 — † 21 травня 2022) — американський художник-концептуаліст і режисер, відомий своєю роботою над такими фільмами, як «Космічна одіссея 2001 року» і «Воєнні ігри», але головним чином тим, що створював початкові концептуальні проєкти та моделі для низки транспортних засобів «Зоряних війн», зокрема винищувача X-wing, винищувача TIE і «Зірки смерті», які потім були доопрацьовані такими людьми, як Ральф Маккуоррі і Джо Джонстон.

## Професійна діяльність
Під час історичної космічної гонки 60-х між США та СРСР він працював у Лабораторії реактивного руху та НАСА, створюючи освітні програми для громадськості, щоб громадськість краще могла зрозуміти польоти. Працюючи у НАСА, Кентвелл був у студії CBS News під час висадки Аполлона-11 на Місяць, допомагаючи Волтеру Кронкайту, який розповідав про висадку корабля.
На початку сімдесятих Кентвелл працював у Науковому центрі Рубена Фліта над створенням ефектів і режисурою мультимедійної презентації під назвою «Подорож до зовнішніх планет» (1973), яка показувала космічний корабель, що подорожує до зовнішніх планет Сонячної системи.
Працюючи над візуальними ефектами для фільму «Космічна одіссея 2001 року» з Дугласом Трамбуллом, Кентвелл переконав Стенлі Кубрика «не починати фільм із 20-хвилинної дискусії за столом». Саме Кентвелл створив драматичне відкриття космосу, яке відбулося після появи людини та кістки, підкинутої в повітря", і запропонував використати «Так казав Заратустра» як музичну тему для початку фільму. У 1974 році Кентвелл був найнятий для роботи над оригінальним фільмом «Зоряні війни: Нова надія». На основі вказівок Лукаса він створив оригінальні проекти та концептуальні моделі для ряду транспортних засобів, включаючи винищувач X-wing, Y-wing, винищувач TIE, Зоряний крейсер класу «Венатор», Зірка смерті, Tantive IV (який спочатку планувався як Тисячолітній сокіл), лендспідер та піскохід. Оригінальні проекти Кентвелла були надалі удосконалені концепт-художниками, такими як Ральф Маккуоррі та Джо Джонстон. Одна з концептуальних моделей Кентвелла була використана у фільмі: Люк грається з нею, коли розмовляє з C-3PO. Один з оригінальних дизайнів крейсера «Венатор» Кентвелла був доопрацьований для фільму «Соло. Зоряні Війни. Історія» 2018 року, але зрештою не був використаний, хоча Hot Wheels випустили його іграшкову версію.
Кентвелл консультував Hewlett-Packard щодо розробки їхніх настільних комп'ютерів Hewlett-Packard 9845C, призначених для графічних завдань, а також створив демонстраційний пакет для показу їхніх можливостей. Потім він використовував настільні комп'ютери HP 9845C для проєктування та створення комп'ютерної графіки для великих дисплеїв у NORAD для фільму «Воєнні ігри» 1983 року.
У 2014 році низка предметів з колекції Кентвелла була продана на аукціоні на загальну суму 118 732,50 доларів.
Кентвелл написав науково-фантастичний роман «CoreFires» та продовження «CoreFires 2»; вони були опубліковані у 2016 та 2018 роках відповідно.

## Особисте життя
іКолін Кантвелл народився 3 квітня 1932 року у Сан-Франциско. Здобув ступінь бакалавра прикладного мистецтва в Каліфорнійському університеті в Лос-Анджелесі у 1957 році.
Один із його дядьків, Роберт Кантвелл, був критиком і письменником.
Кантвелл помер у своєму будинку в Колорадо-Спрінгс, штат Колорадо, 21 травня 2022 року у віці 90 років. Його партнерка Сьєрра Далл повідомила, що Кантвелл страждав від хвороби Альцгеймера в останні роки свого життя.

## Нагороди
У 1984 році Кентвелл був номінований на 37-й церемонії вручення премії Британської кіноакадемії за найкращі спеціальні візуальні ефекти за роботу над фільмом «Воєнні ігри», але нагороду отримав фільм «Повернення джедая».